# Adolfo Zumelzú
Adolfo Bernabé Zumelzú est un footballeur international argentin, né le 5 janvier 1902 et mort le 29 mars 1973.

## Biographie
En tant que milieu de terrain ou défenseur, Adolfo Zumelzú est international argentin de 1927 à 1930 (13 sélections - 4 buts). Il remporte la Copa América 1927 avec l'Argentine. Il est finaliste des Jeux olympiques de 1928, sans cependant jouer un seul match. Il remporte la Copa América 1929, en marquant un doublé contre le Pérou. Son dernier tournoi est la Coupe du monde de football 1930, en Uruguay. Il ne joue qu'un seul match, contre le Mexique, qui se solde par un score de 6 buts à 3, dont deux buts marqués par Adolfo Zumelzú à la 12e et 55e minute de jeu.
En club, Adolfo Zumelzú joue au Club Atletico Tigre et au Sportivo Palermo.

## Palmarès
Avec l'Argentine
- Copa América
  - Vainqueur en 1927 et en 1929
- Jeux olympiques
  - Finaliste en 1928
- Coupe du monde de football
  - Finaliste en 1930